# 高田站 (長崎縣)
高田站（日语：／ Kōda eki */?）是位於長崎縣西彼杵郡長與町，屬於九州旅客鐵道（JR九州）的長崎本線（長與支線）車站。

## 車站構造

### 站房
本站建於路堤上，並採用簡易車站模式運作。但因為本站屬於後期新增的通勤車站，考慮使用人數較多，所以在路面建有一座以組合屋搭成的站務室，旁邊設有男女共用的洗手間。為因應精簡人手，本站於2022年改為無人化。不過本身在站房外亦設有一座簡易式的售票機，而車站入口亦設有一對供出、入閘專用的IC卡感應器。由於日本全國有多個都稱為「高田」的車站，所以在一般的電子劃票上，會以「（長）高田」標示。站房右端為行人隧道「天滿宮地下道」的入口。

### 月台
本站與東諫早站類近，因建於路堤上，所以月台採用先以鋼架打入路堤內，然後再利用其他鋼架和鋼板搭建月台本體。路面方的站務室與月台則由一段樓梯所連接。有效長度為5輛。因着地理上的限制，本站並不設有無障礙通道。列車靠站時往長崎方向為右側上落，往諫早方向為左側上落。
| 月台                  | 路線 | 目的地                                           |
| --------------------- | ---- | ------------------------------------------------ |
| ■長崎本線（長與支線） | 上行 | 長與、諫早方向 經■大村線往竹松、早岐、佐世保方向 |
| ■長崎本線（長與支線） | 下行 | 長崎方向                                         |

## 歷史
- 1994年3月1日：車站啟用。
- 2012年12月1日：包括此站之內的19個長崎地區車站引入了SUGOCA[1]。
- 2022年：

- 3月11日：售票處結束營業。
- 3月12日：改為無人車站。

## 使用狀況
| 乘車人次變化 | 乘車人次變化 |
| 年度         | 1日平均人次  |
| ------------ | ------------ |
| 2001         | 427          |
| 2002         | 443          |
| 2003         | 446          |
| 2004         | 435          |
| 2005         | 403          |
| 2006         | 395          |
| 2007         | 377          |
| 2008         | 383          |
| 2009         | 367          |
| 2010         | 363          |
| 2011         | 363          |
| 2012         | 378          |
| 2013         | 393          |
| 2014         | 415          |
| 2015         | 453          |
| 2016         | 462          |
| 2017         | 497          |
| 2018         | 518          |
| 2019         | 538          |
| 2020         | 478          |
| 2021         | 502          |
| 2022         | 528          |
| 2023         | 573          |

## 車站周邊
- 天滿宮神社（天滿宮公園）
- 長與町立長與南小學
- 長崎縣立長崎北陽台高等學校（日语：長崎県立長崎北陽台高等学校）

## 相鄰車站
九州旅客鐵道（JR九州）
長崎本線（長與支線）
長與－高田－道之尾

## 外部連結
- JR九州高田站 （页面存档备份，存于） （日語）